# Vaktel
Vaktel (Coturnix coturnix) är en liten hönsfågel, endast 16–18 centimeter lång. Till skillnad från de flesta hönsfåglar är den en flyttfågel. Arten är vida spridd i tempererade delar av Europa och Asien, men även i Afrika. Globalt minskar den i antal, men beståndet anses av IUCN ändå vara livskraftigt.

## Utseende, fältkännetecken och läte

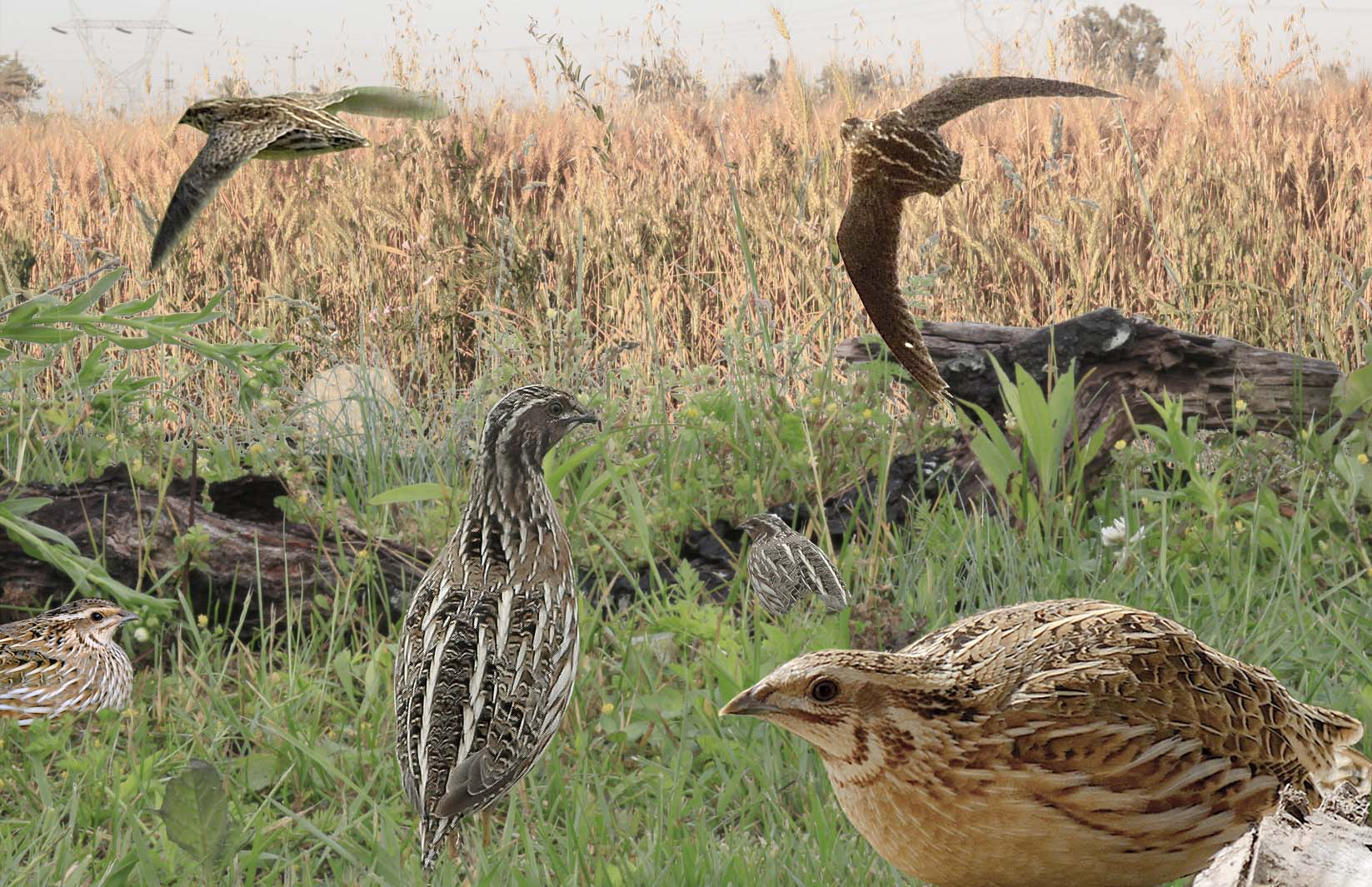
Kollage med fotografier av vaktel.

Vakteln är päronformad och på ovansidan rostbrun eller rostgrå med svarta fläckar och gulaktiga längdstreck. Den har ett gulaktigt smalt centralt hjässband och ett gulaktigt, något bredare, ögonbrynsstreck. Könen är ganska lika, men honan har ett något mindre utpräglat mönstrat huvud. Den adulta fågeln är endast 16–18 centimeter lång, med ett vingspann på 32–35 centimeter, och den väger 70–135 gram. Vakteln flyger fortare och skickligare än rapphönan. 
Vakteln är känd för att vara svår att få syn på, då den dels är liten och ganska oansenlig, dels håller sig i växtlighet nära marken och hellre försiktigt går undan än flyger iväg när den blir skrämd. Ofta lägger man bara märke till hanens spelläte, det så kallade vaktelslaget, som består av en högljudd visslande trestavig fras som oftast upprepas tre till åtta gånger med betoning på första och sista stavelsen och där de två sista stavelserna kommer i tät följd, bytt by-bytt. På engelska efterliknas frasen med wet-my-lips ("fukta mina läppar"), på franska med payes-tes-dettes ("betala dina skulder") och på tyska med Tritt-mik-nich ("trampa inte på mig"). Lätet hörs särskilt i skymningen.

## Utbredning och systematik
Vakteln förekommer i större delen av Europas och Asiens tempererade delar och mindre vanlig i Norden. Det finns också häckningspopulationer i de tropiska delarna av östra och södra Afrika och på Madagaskar. Den palearktiska populationen flyttar om vintern till subtropiska och tropiska områden, men även till några få platser i södra Europa, kring Medelhavet, och till södra Tibet. Populationen i tropiska Afrika är stannfåglar eller flyttar norrut om vintern som populationen i Sydafrika som övervintrar i ett område kring Angola.

### Underarter och deras utbredning
Vakteln delas upp världspopulationen i fem underarter med följande utbredning:
- vanlig vaktel[7] Coturnix coturnix coturnix – nominatformen häckar i Europa och Asien så långt österut som till Mongoliet, och söderut till norra Indien och nordvästra Afrika
- Coturnix coturnix conturbans – förekommer på Azorerna
- Coturnix coturnix inopinata – förekommer på Kap Verde
- Coturnix coturnix erlangeri – förekommer i nordöstra och östra Afrika
- Coturnix coturnix africana – förekommer i övriga Afrika söder om Sahara samt på Madagaskar, Komorerna och Mauritius

### Förekomst i Sverige
Vakteln uppträdde sällan i Sverige fram till 1840-talet, då beståndet ökade. I slutet av 1800-talet minskade den igen, men under 1900-talets sista decennier har en ökning skett. Vakteln finns nu årligen i stora delar av södra och mellersta Sverige och delar av Norrland. De nordeuropeiska fåglarna övervintrar i Afrika. 

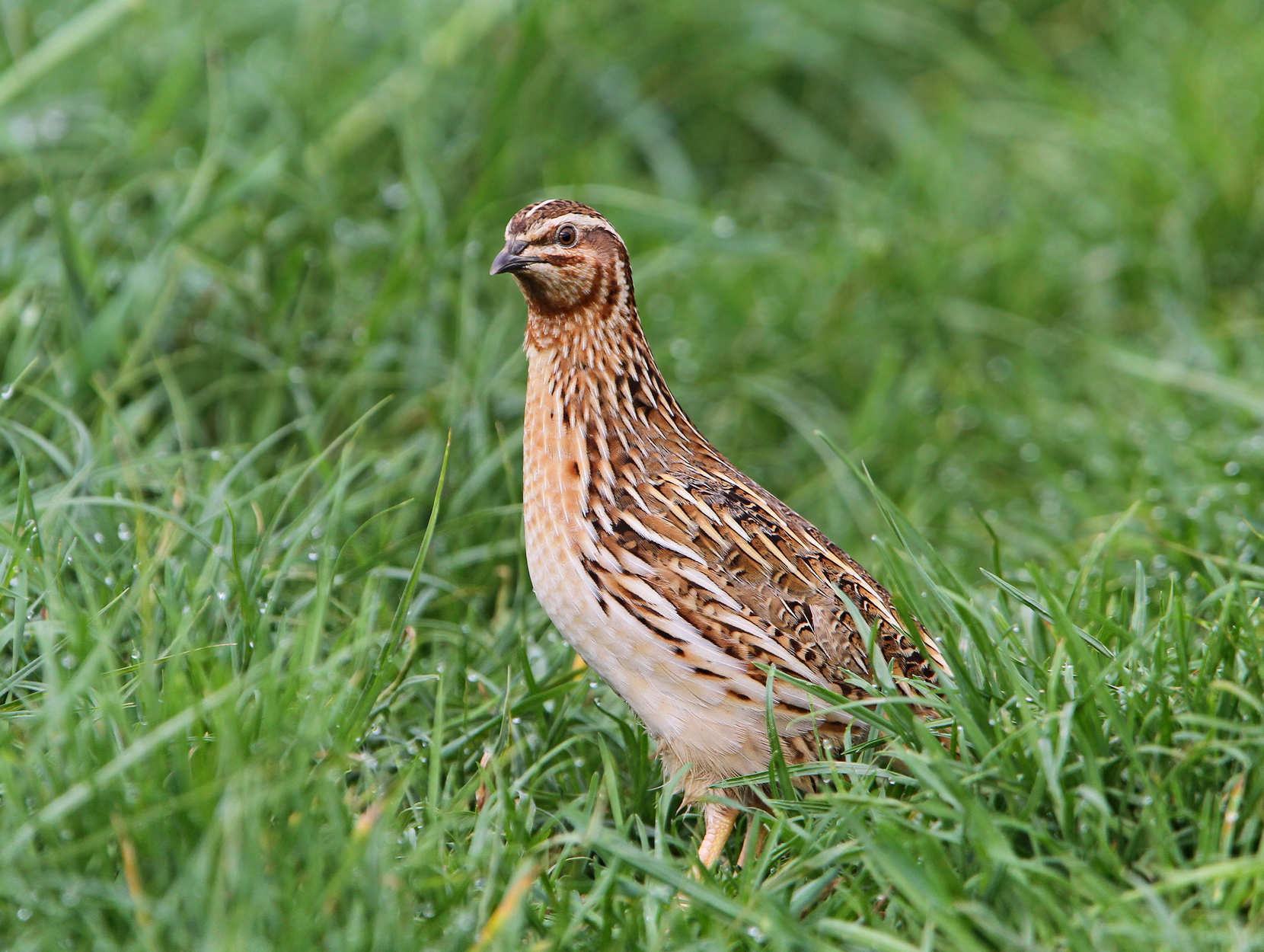

## Ekologi

### Biotop
Vakteln häckar mest i jordbruksbygder och söker sin föda på odlade fält. Födan består av olika sorters frön, gräs, späda bladdelar och insekter. Den undviker fuktiga trakter.

### Häckning

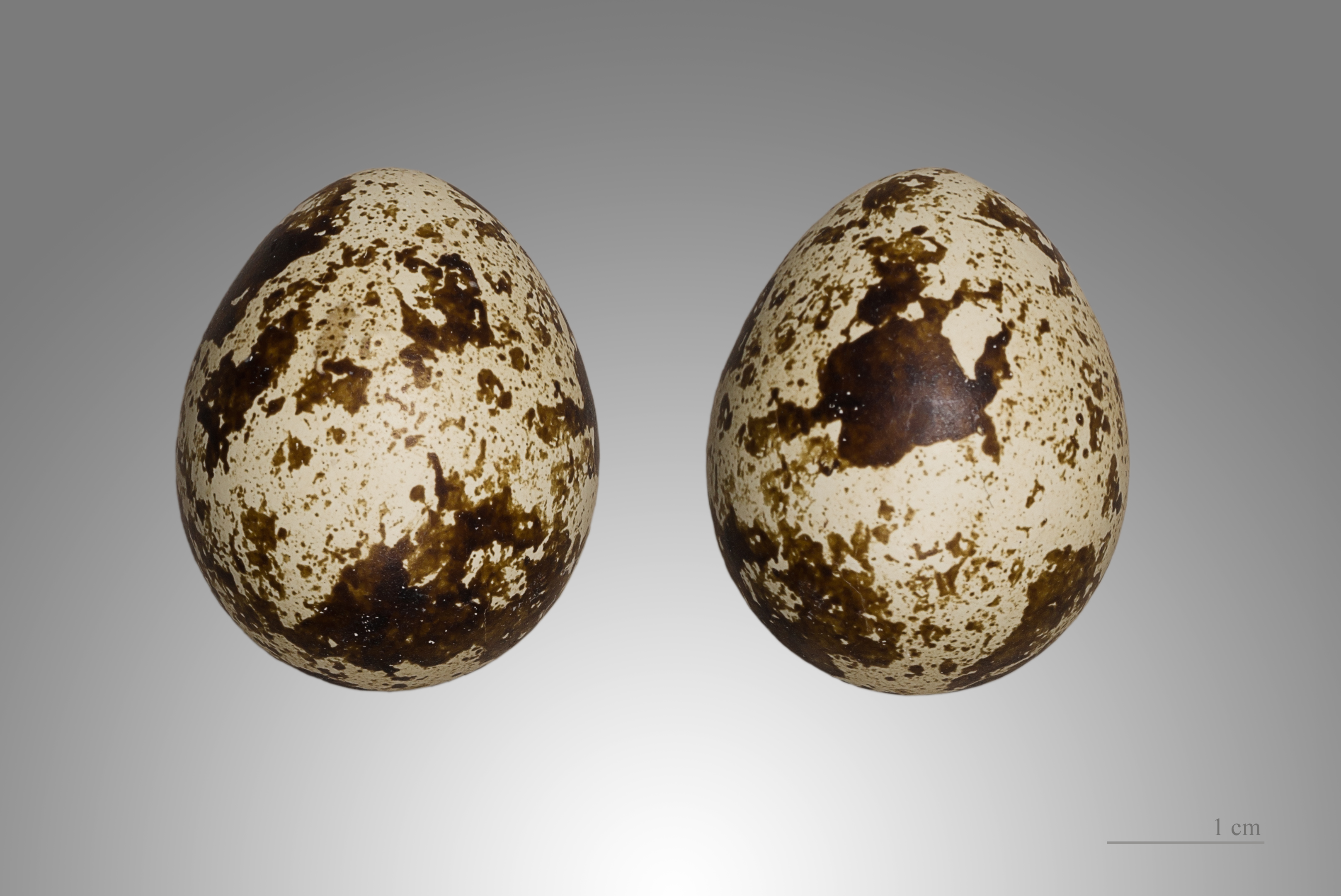
Vaktelägg jämförda

Äggen, oftast åtta till tolv stycken men ibland fler, är gröngula med bruna och svarta fläckar. De läggs i en liten håla på åkern. Ungarna blir flygga efter ungefär 17–19 dagar. Det moderna intensiva och mekaniserade jordbruket försvårar häckningen, eftersom ruvande honor och ägg nere i säden kan krossas av jordbruksmaskiner. Insektsbekämpningen gör det också svårare för fåglarna att finna föda till de ungar som kläcks. 

## Vakteln och människan

### Status och hot
Arten har ett stort utbredningsområde och en stor population, men tros minska i antal, dock inte tillräckligt kraftigt för att den ska betraktas som hotad. Internationella naturvårdsunionen IUCN kategoriserar därför arten som livskraftig (LC). Världspopulationen uppskattas till mellan 15 och 35 miljoner vuxna individer.

#### Status i Sverige
Årligen uppträder mellan 600 och 1 250 spelande hanar i Sverige. En okänd men troligen stor andel av dem utgörs dock av oparade ensamma hanar och antalet honor är förmodligen färre. Den är upptagen på Artdatabankens Rödlista och kategoriseras där som nära hotad.

### Fångst och uppfödning av vaktlar
Ett annat hot mot vakteln är den fångst under flyttningstiden som tidigare bedrevs i mycket stor skala och fortfarande förekommer i Medelhavsländerna. Vaktelns kött anses nämligen ge en utmärkt måltid. Även vaktelägg brukar anses som en delikatess. De vaktlar som föds upp och hålls i bur för äggens och köttets skull är av arten japansk vaktel, Coturnix japonica. Den japanska vakteln hålls numera som burfågel även i Sverige, och ännu ett problem för vaktelbeståndet i Sverige är att buruppfödda vaktlar av den arten kan rymma och beblanda sig med den inhemska vakteln.

### Namn
Ett äldre namn för vaktel är lilla rapphönan.